# 스포트라이트 (2015년 영화)
《스포트라이트》(Spotlight)는 2015년에 개봉한 미국의 드라마 영화이다. 톰 매카시가 감독을 맡았으며, 매카시와 조시 싱어가 각본을 맡았다. 이 영화는 매사추세츠주 가톨릭 교회에서 10여년간 벌어진 아동 성추행 스캔들을 파헤쳐 퓰리처상을 수상한 <보스턴 글로브> ‘스포트라이트’ 팀 기자들의 이야기를 그리고 있다. 마크 러펄로, 마이클 키턴, 레이철 매캐덤스, 리브 슈라이버, 존 슬래터리, 스탠리 투치가 출연한다. 2015년 9월, 베네치아 영화제에서 첫 선을 보였으며, 2015년 11월 6일 미국에서 제한 상영을 하였고 그로부터 3주 뒤인 2016년 11월 25일 미국 전역에서 개봉되었다. 미국 아카데미상 각본상과 최우수 작품상을 수상하였다.

## 줄거리
1976년, 보스턴 경찰서에서 두 경찰관은 존 조한 신부의 아동 성추행 혐의 체포에 대해 논의한다. 고위 성직자는 피해자 어머니에게 조한 신부가 더 이상 그녀의 교구에서 일하지 않을 것이라고 확신시키고 교회를 위해 조용히 할 것을 요청한다. 지방검사보는 경찰서를 방문하여 기자들에게 체포 사실을 비밀로 할 것을 지시한다. 어머니는 고소를 취하하고 조한 신부는 조용히 풀려난다.
2001년, 보스턴 글로브의 새로운 편집국장 마티 배런은 신문의 "스포트라이트" 탐사보도 팀의 편집장인 월터 "로비" 로빈슨을 만난다. 배런은 가톨릭 신자도 보스턴 사람도 아니며, 강력한 보스턴 대교구를 적대시하는 한이 있더라도 신문에 변화를 줄 방법을 찾는다. 배런은 변호사 미첼 가라베디안이 버나드 로 추기경, 보스턴 대주교가 조한의 아동 성적 학대에 대해 알고도 아무것도 하지 않았다고 비난하는 글로브 기사를 읽고 스포트라이트 팀에게 조사를 촉구한다. 기자 마이클 레젠데스는 가라베디안에게 연락하지만, 가라베디안은 처음에는 인터뷰를 거절한다. 레젠데스는 스포트라이트 팀 소속임을 밝히고 가라베디안을 설득하여 대화한다.
스포트라이트 팀은 처음에는 반복적으로 다른 교구로 재배치된 한 신부의 이야기를 따라간다고 생각했지만, 매사추세츠 주의 다른 많은 신부들도 비슷하게 교구에서 교구로 옮겨졌다는 것을 추론하고, 이는 더 광범위한 은폐를 시사한다. 피해자 권리 단체 SNAP을 이끄는 필 사비아노의 조언을 받아, 팀은 조사를 13명의 신부로 확대한다. 과거 교회가 자신에게 의뢰한 성적 학대 신부들을 치료했던 심리치료사 리처드 사이프는 보스턴에 약 90명의 학대 신부(신부의 6%)가 있을 것으로 추정한다. 팀은 87명의 이름 목록을 작성하고 많은 피해자들을 인터뷰한다.
팀이 조사의 엄청난 규모를 깨닫게 되면서, 그들의 삶에 부담이 되기 시작한다. 매트 캐럴은 자신의 집 근처에 대교구가 학대 신부들을 수용하고 심리적으로 치료하는 시설을 조용히 유지하고 있다는 것을 알게 되지만, 이야기를 망치지 않기 위해 이웃에게 말할 수 없다. 사샤 파이퍼는 할머니와 함께 교회에 갈 수 없게 된다. 레젠데스는 대교구가 설명할 수 있는, 경쟁 신문들이 미리 제대로 조사되지 않은 기사를 발표하는 것을 막기 위해 서둘러 기사를 내보내려 한다. 로빈슨의 부유한 가톨릭 친구 네트워크는 그에게 교회를 보호하기 위해 조사를 타협하도록 압력을 가한다.
9·11 테러가 발생하자 팀원들은 일시적으로 테러 보도를 위해 재배치된다. 조사는 가라베디안이 레젠데스에게 로 추기경 자신에게 은폐를 연결시키는 공개된 법원 문서들이 있다고 알리면서 재개된다. 여기에는 다아시 주교가 로 추기경에게 조한의 평판에 대해 경고하는 편지도 포함되어 있다. 로빈슨은 팀에게 사건 조사를 계속할 것을 촉구하며, 로 추기경이 몇 명의 신부를 "불량 사과"로 치부할 수 있으며 교회의 체계적인 은폐가 폭로되어야 한다고 강조한다. (가톨릭) 판사가 글로브의 은폐의 존재를 지지하는 더 많은 법적 서류를 봉인 해제 신청을 승인한 후, 스포트라이트 팀은 마침내 2002년 1월로 예정된 기사를 쓰기 시작한다.
기사가 나가기 전에 로빈슨은 1993년 스포트라이트 팀에 합류하기 전에 원고측 변호사 에릭 맥클레이시가 자신에게 성적 학대 신부 20명의 명단을 주었지만, 그는 사소한 기사만 작성하고 후속 조치를 취하지 않았다고 고백한다. 그는 스포트라이트가 대교구를 조사하기 시작할 때까지 그 명단을 기억하지 못했다. 배런은 기자들이 항상 제대로 하는 것은 아니라고 인정하며 로빈슨과 그의 팀이 이제 범죄를 폭로한 것에 대해 칭찬한다. 기사는 로 추기경의 은폐를 폭로하는 문서 링크와 학대 신부 피해자를 위한 핫라인과 함께 발행된다. 다음날 아침, 팀은 자신의 이야기를 하기 위해 나서는 피해자들로부터 전화가 쇄도한다.
텍스트 에필로그는 로 추기경이 2002년 12월에 사임했으며 결국 산타 마리아 마조레 대성전의 주교로 승진했으며, 미국 105개 지역과 전 세계 101개 지역에서 성직자 학대와 관련된 주요 스캔들이 발생한 목록을 제시한다.

## 배역
- 마크 러펄로 - 마이클 레젠데스 역
- 마이클 키턴 - 월터 로빈슨 역
- 레이철 매캐덤스 - 사샤 파이퍼 역
- 리브 슈라이버 - 마티 배런 역
- 존 슬래터리 - 벤 브래들리 주니어 역
- 브라이언 다시 제임스 - 맷 캐럴 역
- 스탠리 투치 - 미첼 개러비디언 역

## KBS 성우진 (2017년 10월 7일)
- 이정구 - 월터 '로비' 로빈슨(마이클 키턴)
- 양석정 - 마이크 레젠데스(마크 러팔로)
- 이선 - 사샤 파이퍼(레이철 매캐덤스)
- 이재용 - 벤 브래들리(존 슬래터리) / 로 추기경(렌 카리오)
- 홍진욱 - 마티 배런(리브 슈라이버)
- 이호인 - 미치 개러비디언(스탠리 투치) / 파퀸 신부(리처드 오로크) / 스튜어트 / 볼테라 판사
- 최정호 - 매트 캐럴(브라이언 다시 제임스)
- 유해무 - 짐 설리반(제이미 셰리던) / 길먼 사장(마이클 코트라이맨)
- 윤동기 - 에릭 매클리시(빌리 크루덥) / 잭 던(게리 갤론)
- 이규석 - 필 사비아노(닐 허프) / 한지(사샤의 남편)(듀앤 머레이) / 카메자 교장(팀 프로고시)
- 김소형 - 피트 콘리(폴 길포일) / 조 알바노(데이비드 프라서) / 스티브 커크지안(진 아모로소)
- 오수경 - 카렌(설리반의 부인)(폴라 바렛) / 사샤의 할머니(에일린 피두아) / 에일린 맥나마라(모리 카일러) / 제인 파퀸(파퀸 신부의 누나) / 스위니 판사
- 조규준 - 조 크롤리(마이클 시릴 크레이톤) / 경찰
- 김동하 - 리처드 사이프(리처드 젱킨스) / 피터 카넬로스(더그 머레이) / 패트릭 맥소를리(지미 르블랑)
- 이슬 - 헬렌 도노반(샤론 맥펄레인)

## 같이 보기
- 가톨릭 교회의 성적 학대 사건